# Бєдарєва Галина Гаврилівна
Галина Гаврилівна Бєдарєва (Бєдарьова) (21 березня 1943, Гальчин, тепер Бердичівського району Житомирської області — 24 грудня 2009, Житомир) — українська радянська діячка, ткаля Житомирського льонокомбінату Житомирської області. Герой Соціалістичної Праці (2.06.1984). Депутат Верховної Ради СРСР 10—11-го скликань.

## Біографія
Народилася в родині службовця. У 1956 році закінчила семирічну школу в селі Гальчин Андрушівського району Житомирської області.
У 1956—1959 роках — колгоспниця, телятниця колгоспу «Перемога» Андрушівського району Житомирської області.
У 1959—1962 роках — робітниця Житомирського заводу продовольчих товарів міського харчокомбінату.
У 1962—1966 роках — швачка Житомирського льонокомбінату Житомирської області. Деякий час працювала швачкою Челябінської швейної фабрики РРФСР.
Член КПРС з 1965 року.
З 1966 року — учениця ткалі, з 1967 року — ткаля Житомирського льонокомбінату імені 60-річчя Великої Жовтневої соціалістичної революції Житомирської області. Закінчила курси із вивчення ткацького верстату та жаккардової машини. Освоїла до автоматизму свою спеціальність. Через деякий час працювала на шести верстатах. Була ініціатором соціалістичного змагання «За п'ятирічку — десять річних норм». Ударник комуністичної праці, наставниця робітничої молоді.
Потім — на пенсії в місті Житомирі. Похована в Житомирі на Корбутівському цвинтарі.

## Нагороди
- Герой Соціалістичної Праці (2.06.1984)
- два ордени Леніна (12.05.1977, 2.06.1984)
- орден Трудового Червоного Прапора (20.02.1974)
- медалі